# Roman Andrzejewski (Politiker, 1931)
Roman Marian Andrzejewski (* 30. Juli 1931 in Posen; † 29. April 2012 ebenda) war ein polnischer Ökonom und Politiker (PC, BBWR). Er gehörte von 1991 bis 1993 dem Sejm in dessen I. Wahlperiode an.

## Leben und Beruf
Andrzejewski absolvierte ein Studium an der juristischen Fakultät der Universität Posen, das er 1953 abschloss. Später studierte er noch an der Wirtschaftsuniversität Poznań, an der er 1975 zum Doktor der Wirtschaftswissenschaften promoviert wurde. Nach seinem Tod wurde er auf dem Górczyński-Friedhof in Posen beigesetzt.

## Politik
Bei der ersten freien Parlamentswahl 1991 wurde Andrzejewski für das Porozumienie Centrum (PC) in den Sejm gewählt. Nachdem er das PC verlassen hatte, schloss er sich der Fraktion Konwencja Polska an, die am 2. Oktober unter Führung von Ireneusz Niewiarowski gebildet worden war. Vor der Parlamentswahl 1993 beteiligte er sich an der Gründung des Bezpartyjny Blok Wspierania Reform (BBWR). Da der BBWR zwar die 5-%-Hürde übersprungen hatte, aber im Wahlkreis Posen keinen Sitz erringen konnte, schied Andrzejewski aus dem Seijm aus. Von 1990 bis 1998 gehörte er dem Stadtrat von Posen an.